# Mohsen Biranvand
Mohsen Biranvand (* 9. Juni 1981 in Yazd; persisch محسن بیرانوند) ist ein iranischer Gewichtheber und Teilnehmer an den Olympischen Sommerspielen 2008 in Peking.
Er nahm auch an den Olympischen Spielen 2004 in Athen teil.
Mohsen Biranvand gewann jeweils eine Gold-, Silber- und Bronzemedaille bei den FILA-Asienmeisterschaften.